# 俠盜獵車手IV
《俠盜獵車手IV》是俠盜獵車手系列第十一個作品，也是侠盗猎车手系列HD时代的首部作品。Rockstar Games原定遊戲在2007年10月16日於PlayStation 3和Xbox 360平台上推出，但因Playstation 3版開發不順导致发售日期延後到2008年4月29日。遊戲使用RAGE引擎。而Windows平台則於12月2日於北美發售。Xbox 360平台上有兩個獨立的資料片，第一部為《俠盜獵車手：失落與詛咒》，第二部為《俠盜獵車手：夜生活之曲》，分别在2009年2月17日和10月29日釋出。在2010年初，官方宣佈Xbox 360上的兩部資料片將以「自由城之章」為名，移植至PC與PS3平臺，同年4月13日美版發售，4月16日歐版發售。於2017年2月9日開始向下相容於Xbox One。
作为一个成功的游戏，《侠盗猎车手IV》在一周内的销售额达到了5亿美金。游戏媒体IGN对这款游戏评价非常高，声称它是電子遊戲歷史上自《塞尔达传说：时之笛》以来最好的游戏。
2020年3月24日在Steam和Rockstar Games Social Club上，《IV》、《失落与诅咒》以及《夜生活之曲》在版本更新为《侠盗猎车手IV：完整版》以重新发售。

## 遊戲内容
一如歷代作品，《侠盗猎车手IV》使用了第三人稱视角。玩家可以自由徜徉在游戏的开放世界。也如前作一样，玩家在游戏初始只能禁锢在最初的地方，只有通过任务与剧情才能初步解锁。部分任務需特定日期及時間方能承接。此外該作加入了「道德抉擇」系統，包括強制玩家選擇殺死特定角色與否、在兩名角色中選擇殺其中一人等。該作共有兩個結局，視乎玩家選擇而定，而此等選擇也影響玩家能否承接特定任務。
本作的画质、贴图及光影效果相比前作得到了巨大的提升，比之前作动画似的画质显得更加真实。玩家使用近战攻击，武器和爆炸物进攻敌人。本作走路的动作得到改进，恢复正常人的状态，不像前作那样的小跑姿势。在驾驶车辆时左下角的地圖会显示车辆导航路线，让你不至于在陌生的游戏世界中迷路，驾驶车辆时可以选择第一人称视角。
游戏也一如历代作品，沿用其高自由度，可选择进行主线、支线任务，或是在大街上到处杀人放火。本作新增的掩体系统对玩家来说是极大的帮助，玩家机动性地移动，可以真实地体验到激烈的枪战。近战攻击也有更多的动作，比如闪躲，阻挡，解除对手武器等。防弹衣为玩家增加一倍的血量，如果玩家受到伤害，通过进食，捡医疗包补血，死亡后可在医院恢复，本作的医院不会没收玩家的武器。另外武器方面，本作取消了如喷火器，M134迷你砲機槍这样的重型武器，并限制了子弹数量，如火箭筒被限制得只有8发子弹。子弹打光则会丢弃武器，但若是游戏完成度达到百分之百，这一限制就会消失。

玩家在自由城中驾驶，注意小地图的绿线即为本作新增的车辆导航系统。

当玩家犯罪时，步行的警察有可能会征用市民的汽车来通缉你，但大多数征用的是出租车。当被警察通缉追捕时，左下角雷达处便会显示警察的视线范围和车辆位置，只要车开得快，走出警察视线范围便可解除通缉。随着你通缉星星的上升，警方会不只出动巡逻警车来逮捕你，还会出动悍马警车甚至防暴警车，并且在某些交通要道设置路障拦截你。如果你不想再这样被通缉下去，可以向警方投降，如果主角被警方用枪指着就会举手投降，但是玩家可以拒绝逮捕。这个时候，警方就会给你加一颗星，但若你捡到一部警车，可以在警车停止行驶的时候进入警方电脑，可以用警方电脑呼叫同事来支援你，可以用警方电脑找到犯罪嫌疑人，锁定他的位置，然后将他绳之于法来完成警察任务。與以往的侠盗猎车手系列之中警察的动作速度是相当慢完全相反，警察比以往的系列更聪明、更灵活、更敏捷，如果你想要一部警车，拨打911是最好的选择，如果在街上打劫警车，后果通常是被逮捕。如果玩家持續犯罪，其通輯星星便會增加，FIB（映射现实世界的FBI）、N.O.O.S.E.（National Office Of Security Enforcement，國土安全局）、特種反恐部隊也會介入追殺玩家。特種部隊於該作取代了歷代作品出現的SWAT部隊及會使用重型軍械例如M4突擊步槍、裝甲車和UH-60「黑鷹」攻擊直升機的軍隊，在六顆警徽時便會出現。另外，手持衝鋒槍的特種部隊不再像前作一樣只用直升機空降的形式追殺玩家，還會由特種部隊專用貨車來載著，或由特種部隊專用的高速快艇，從水路登陸來追捕玩家。与前作不同的是，當玩家被追捕期間，如果被警察看見玩家開車進Pay 'N' Spray噴漆店，也不能消掉星星。
城市的公共交通也在本作中得到实现，玩家可以搭乘計程車、地铁，这些公共交通是玩家躲避警察或从一个地方快速到另一个地方的最佳选择。自由城計程車起步价2元，每公里1美元，如果要求司机加快速度或跳过场景，车费两倍收取。自由城的地铁及轨道交通也遍布整座城市，线路也相当复杂，如果不想坐错线路或坐过站，细致观察车站上的牌子以及车内的提示相当重要。
本作新增了交友系统，玩家可以和自己的朋友们一起去酒吧、扔飞镖、玩保龄球等其它有趣的娱乐活动，但你需要朋友时只需通过手机就可以得到朋友的帮助（比如罗曼·贝里奇的免费出租车，德威恩·弗吉的两名小弟）。另外尼克的手机可以约人，打电话，看时间，照相，开启多人模式，输入作弊码等功能。玩家可以通过电脑进入游戏中的互联网，电脑可以在住所和网吧中找到，它允许玩家发送和接收电子邮件，且可以通过游戏中虚拟的Lovemeet网站进行交到女友。
PC版的多人模式最多支援32名玩家同时在线。而主机版的联机人数最多为16名。玩家可以决定哪种玩法模式，包括死亡竞赛和街道帮派赛（street races）。玩家可以进行合作，也可以单打。当然游戏中的钱是必须要赚的。此外还可以选择自由模式，开放整个地图，可以控制许多变量，如警力，交通和武器。局域网联机仅支持Windows版本的游戏。
此外，2020年3月24日，游戏更新为《侠盗猎车手IV：完整版》后，由于Games for Windows-Live已经停止支持，移除了多人模式的选项。

## 剧情梗概

### 设定
故事发生在自由城，自由城取材于美国纽约市，曾在《侠盗猎车手I》、《侠盗猎车手III》、《侠盗猎车手Advance》、《侠盗猎车手：自由城故事》中出现。Rockstar Games 在游戏中重新建立现实中纽约市五个区的其中四个。游戏地图总面积比起《圣安地列斯》小，但新的自由城会比之前的侠盗猎车手游戏更加仔细、更大规模。按照以往的传统，在游戏中，现实中的街道、地名都会被修改：如布鲁克林区改为布洛克区（Broker）、皇后区改名为公爵区（Dukes）、曼哈顿大桥在游戏中叫做阿尔冈昆大桥（Algoquin Bridge）等。毗邻城市是名为奥尔德尼（原型为紐澤西州北部）的独立国家。以及游戏中的三个小岛：电荷岛（Charge Island，原型为兰德尔岛），殖民地岛（Colony Island，原型为罗斯福岛）和幸福岛（Happiness Island，原型为自由岛，上面的自由神像在游戏中变成幸福女神像（Statue of Happiness）。遊戲中的唐人街有不少以粵語諧音命名的店鋪，另外唐人街的途人也會以粵語向主角說話，但大多都是以粗言穢語唾罵主角。
最初，由于恐怖主义威胁桥梁被封锁，但随着剧情的推进逐步解锁，让玩家在大岛之间自由穿越。《侠盗猎车手IV》中的宇宙观是与前作系列是无关联的。然而本作与其两个资料片则是同一时间、同一地点的故事，五代与本作也有千丝万缕的关系。

### 情节

主角尼克·贝利奇（左）与反派迪米特里·拉斯科洛夫（右）

故事设定在2008年，主角尼克·贝利奇（Niko Bellic）离开自己的家鄉东欧，出發寻找十五年前在南斯拉夫內戰中背叛战友以致全军覆没的叛徒。當年尼克所在的十五人部隊中，只剩下包括自己在內的三人幸存，叛徒就在其餘這兩人中，而其中一人就在美國的自由城。尼克的表哥罗曼·贝利奇（Roman Bellic）正好定居在美國，更自称有跑车、美女，豪宅，日子過得十分富裕，於是使得尼克决定去自由城投靠表哥，实现美国梦並找出叛徒。然而尼克到达后才发现罗曼所说的其實一切都是谎言——他只是住在一个破烂的公寓，还欠下了巨额的高利贷，只能靠开出租车养家糊口。
罗曼的债主——弗拉基米尔·格列波夫（Vladmir Glebov）数次来罗曼的公寓砸场子和多次侮辱尼克，又經常與罗曼的女友玛洛丽（Mallorie）調情，甚至迫使尼克为他做一些肮脏的工作来偿还罗曼的债务。最终在尼克得知格列波夫已经和玛洛丽搞上后，終於忍無可忍，决定杀了他。雖然成功杀死格列波夫，然而格列波夫是身為俄罗斯黑手黨的成員，他一死便得罪了他背後的犯罪集團。尼克与罗曼很快就被這個幫派的人抓住並帶到密室審問，尼克遇見了這個黑手黨的头目米哈伊尔·福斯汀（Mikhail Faustin），福斯汀性格暴躁，动不动就杀人，甚至在出場時就開槍射殺一個辦事不力的手下。福斯汀的兄弟兼助手迪米特里·拉斯科洛夫（Dimitri Rascalov）則相反，性格冷靜沉穩，對自己兄弟的行為很不滿。而福斯汀則看上了尼克的膽識，於是讓尼克开始为他工作。福斯汀那明目張膽的犯罪作風使組織吸引了許多警察的注意並得罪了不少其他幫派，迪米特里不愿再和他为伍，于是私下会面尼克讨论关于福斯汀的事，尼克也很快便得知福斯汀因吸毒而变得精神失常，当他命令尼克杀死肯尼·佩特罗维奇（Kenny Petrović）——最有权势的自由城俄罗斯黑幫佩特罗维奇家族（Petrović family）头目的儿子，尼克也決定和他劃清界線。之后，佩特罗维奇家族威胁進行报复，迪米特里于是唆使尼克刺杀福斯汀防止火并，他殺死肯尼的事也會被一筆勾銷，更會得到一大筆賞金。当尼克事成並与迪米特里准备会面获得报酬时，迪米特里卻将尼克约到一个工厂，然而尼克在那里遇到了他的前雇主——歐洲人贩组织的首领雷·布尔加林（Ray Bulgarin），后者以莫须有的罪名指责尼克的背叛。当尼克否认这一指控，与布尔加林和撕下伪善面具的迪米特里的交火随之而来，之后迪米特里和布尔加林成功逃脱。
此后，尼克和罗曼被迫逃到伯罕（Bohan），因為他们的公寓、出租车公司全部被迪米特里派来的人纵火烧了。更糟糕的是，後來羅曼因為賭博，迪米特里的手下派強尼绑架了罗曼，试图使尼克屈服，但最终尼克从迪米特里手里成功救出了罗曼。之后玩家结识了花花公子X（Playboy X）与他的兄弟德威恩·弗吉（Dwayne Forge），他们的矛盾越来越激烈，此处玩家将进行一次道德抉择，选择杀死花花公子X还是德韦恩，杀死德韦恩只得到区区两万美元，杀死花花公子X不仅可以得到他的房产，还可以得到小弟的支援。此外，尼克的第一任女友米歇尔（Michelle）打断了尼克的一次毒品交易，没收了毒品，并声称她是一家政府机构的卧底，并引导尼克来到了自由城联合报业（United Liberty Paper）的大楼。尼克答应帮助自由城联合报业工作，但他提出了一个条件：必须帮助他找到叛徒。
在此期间，玩家结识了帕特里克·麦克雷利（Patrick McReary），昵称帕奇（Packie），并和他的哥哥德里克·麦克雷利（Derrick McReary）等三人洗劫了银行，帕奇的妹妹凯特（Kate）也爱上了尼克成为了尼克的女友。尼克后来帮助腐败的警长弗朗西斯·麦克雷利（Francis McReary）做一些肮脏的事，弗朗西斯甚至要求尼克暗杀自己的哥哥德里克·麦克雷利，德里克因抢银行事件牺牲了一名队友而颓废，整日在公园里喝酒，但也对他的弟弟警觉，无奈要求尼克杀死警长。留下弗朗西斯可以帮助尼克消除通缉。玩家会进行一次正义与利益的道德抉择。之后玩家又结识了新雇主吉米·佩戈里诺（Jimmy Pegorino）。
最终，自由城联合报业将背叛者达尔科·布列维奇（Darko Brevic）亲自送到了尼克的面前，当尼克问道你为了多少钱出卖了我们时，达尔科说仅仅一千元美金的代价。使尼克听完非常愤怒，达尔科此时也会交代他的一些朋友被他背叛的一名战友因不明原因杀死了。这时罗曼走过来说放了他，让他因良心谴责纠缠着他的下半生，使其生不如死。这里可以进行道德抉择，如果放了达尔科，他会在机场内乱跑，结局不明；相反地若选择处决达尔科，尼克就会向他开十二枪，每一枪都代表着一名白白牺牲战友。处理完毕后，尼克的雇主吉米会打来电话，去脱衣舞厅见吉米，得知他已经快要走投无路了，只能拿最后的力量赌上一把。于是吉米要与迪米特里合作来与外地的买家进行一场大规模的毒品交易，因为吉米没有得力助手因此选择了尼克。
此处玩家将作出一个艰难的抉择，是忍辱负重与迪米特里交易，还是冲过去杀掉迪米特里，但无论选哪样，有一方必会得罪。结局都是悲剧。

#### 結局決擇
Deal （交易）
尼克答應吉米与迪米特里交易，将得到丰厚的酬金，这时罗曼将会与他的女友玛洛丽举行婚礼，凯特得知了尼克参与了交易的事很失望，并拒绝出席婚礼，在婚礼现场，迪米特里的刺客将在这场喜庆婚礼上杀死罗曼，而吉米之後與迪米特里會面時因再次被其背叛，杀死了他。
Revenge （复仇）
若选择复仇，在尼克偷渡来时的货轮（鸭嘴兽号）上杀死迪米特里后，凯特出席罗曼的婚礼时将被吉米的亂槍掃射中杀死。
无论选择哪种结局，都将开启最后的复仇追逐战，迪米特里或吉米最终被尼克追杀死在幸福女神像的底座旁。

## 开发
《侠盗猎车手IV》的制作开始于2004年11月，几乎就在《侠盗猎车手：圣安地列斯》（2004年）发布后不久。约150名游戏开发人员在为《侠盗猎车手IV》工作，为首的核心成员团队，曾参与制作了《侠盗猎车手III》（2001年）。在游戏中，Rockstar使用了其自主开发的RAGE引擎（Rockstar Advanced Game Engine），这款引擎曾经在《Rockstar Games Presents Table Tennis》（2006年）中使用过，布娃娃引擎也换为Euphoria而不是预先写好的动作，Euphoria引擎通过可变性角色动画系统来控制非玩家角色（NPC），使人物动作更加逼真。Euphoria引擎也置入了事先写好的较为真实的动作，比如，玩家当玩家击倒NPC并将他丢出窗外时，NPC会一只手抓起窗子栏杆不放。游戏广泛使用了面部捕捉，方便制作复杂的面部表情和口型的过场动画。游戏中的树叶则通过植物建模软件SpeedTree制作。
从《侠盗猎车手IV》可以看到该系列将向一个更加真实，细节更加充实风格与色调更加丰富的与次世代游戏机高清画面的转变。Rockstar的创始人之一丹·豪瑟（Dan Houser）说：“我们讨论的《侠盗猎车手IV》究竟是怎样高清，其实也就这样。不仅仅是在图像方面——当然这也显然是我们努力实现的方面，但也包括其它设计方面....你知道的，要试图让游戏变得更加逼真，更好地与现实紧密结合在一起，这一点与其它类似游戏保持一致。”艺术总监亚伦·盖伯特（Aaron Garbut）认为原因之一就是他们决定将游戏的背景设定为纽约市，因为“我们都知道，什么是惊人的，多样化的，充满活力的，如电影般的城市也一样，”既然玩家他们希望的“细节，多样化与生活”为高水平作品的话，它似乎与“基于现实城市的游戏的这种代名词非常契合。”丹·豪瑟补充道：“因为我们是为游戏的高清晰化努力，我们知道我们所做的工作都太他妈的多（shitload），但我们想在我们能达到的领域有一块立足之地。”开发商有意识地避免创造自由城的闲置区域，丹·豪瑟说：“我们一直试图使一个东西变得更加真实，一个真实的环境，但这也是游戏设计的乐趣。”《侠盗猎车手IV》的城市相比系列前作更为详实，更大的面积，虽然相对于前作《侠盗猎车手：圣安地列斯》中的圣安地列斯州的庞大面积而言相对较小，然而自由城的水平垂直的大厦，建筑物可进入的数量，和其它的一些细节在这些建筑物的水平都比前作完善。创建自由城时的目标就是要让城市没有死角与无关的空间，如《圣安地列斯》中的大沙漠。为了达到逼真的环境中，总部设在苏格兰爱丁堡的Rockstar North团队，曾两次前往纽约调查研究，当一个项目启动（与前作制作时一样），另一个项目也开始进一步发展。在纽约也有一个专职团队，处理其它代办的信息，如研究一个区域内少数民族的人口流动等。
《侠盗猎车手IV》的剧本由丹·豪瑟和鲁伯特·汉弗莱斯（Rupert Humphries）编写。不同于前作有浓厚的文化与影视影响力，“侠盗猎车手系列并不真有什么电影感。”豪瑟解释道。“我们有意识地去尝试……好吧……如果电子游戏发展到下一阶段，那么是否要加入一些感情戏或者其它的，这还是要联系现实世界。”豪瑟补充道，“在人物性格塑造方面，我们需要一些令人耳目一新的人物，而不是直接从某电影中去借鉴……也许我们可以原创出属于自己的东西。”

### 音乐制作
音乐总监伊万·诺维奇（Иван Павлович）说，“我们不得不选择认真挑选今日纽约的歌曲，并确保玩家不会感受到游戏发售时音乐显得过时。”开发商联系了至少超过200多号艺术家，以获得录制和发行版权。他们甚至聘请了私家侦探找到Skatt Bros乐队成员肖恩·德莱尼（Sean Delaney）的亲属以许可乐队的歌曲“漫步之夜（Walk the Night）”。《Billboard》援引消息人士透露，Rockstar支付了高达5000美元用于购买版权，另5000美元用来刻录音乐唱片。开发商最初考虑让玩家可以在唱片店购买音乐并在主角尼克MP3播放器上播放，但这两个想法最终无果。DJ Green Lantern专门为本游戏制作了嘻哈电台“The Beat 102.7”。唱片公司老板兼制作人鲍比·坎德（Bobby Konders）是游戏中电台“Massive B Soundsystem 96.9”的主持人，为了让自由城的地名在歌曲中出现，他还特地飞往牙买加让舞厅歌手们重新录制曲目。

## 发售

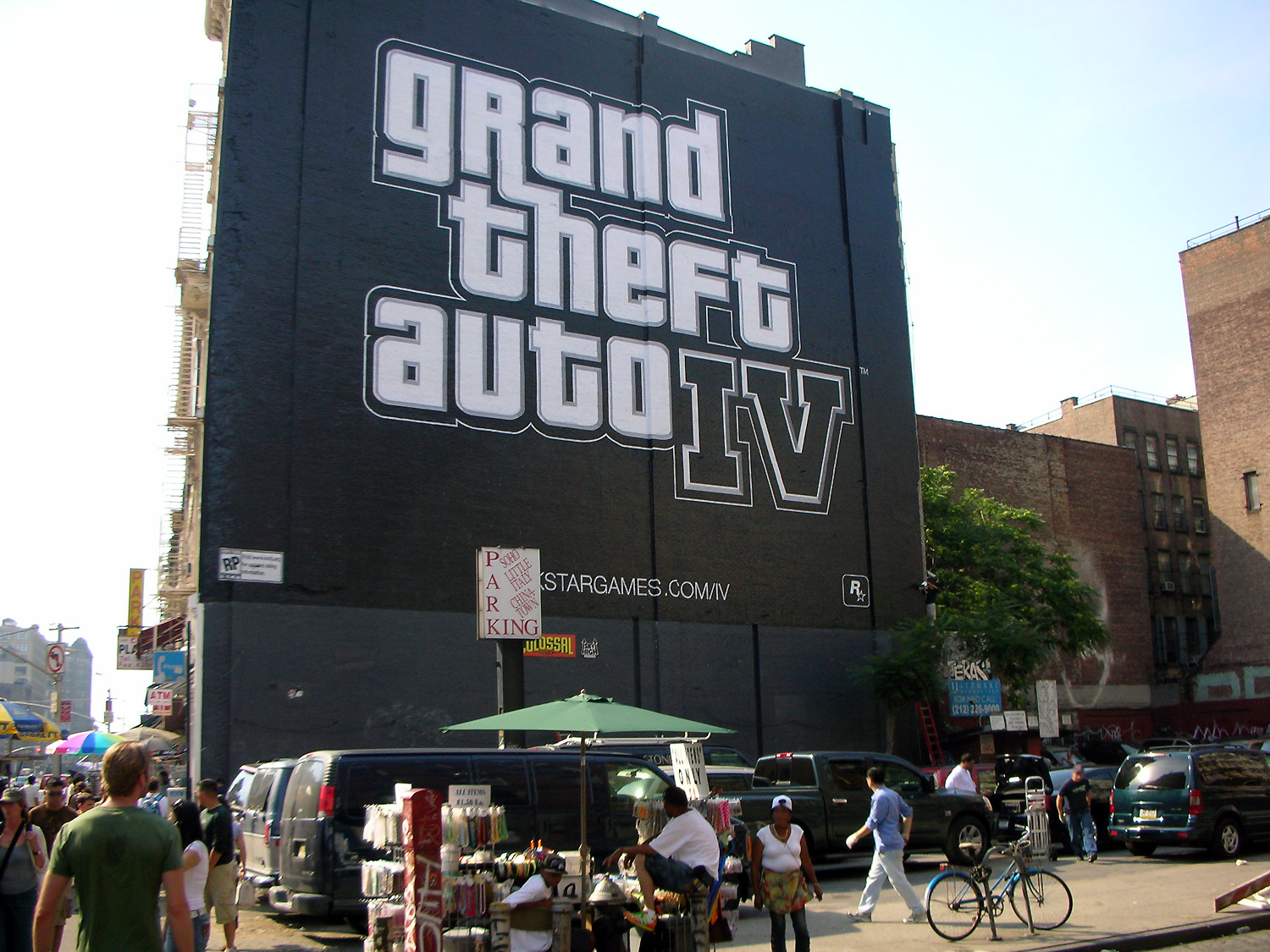
纽约市墙上《侠盗猎车手IV》的广告（2007年7月）

微软公司互动娱乐事业部副总裁彼得·摩尔（Peter Moore）在2006年的E3展公布，游戏将发布于Xbox 360平台上，并卷起他的袖子露出了《侠盗猎车手IV》标志的临时纹身。Rockstar Games开始声称游戏的发售日期为2007年10月16日，然而投资银行Wedbush Morgan的分析师迈克尔·帕切特（Michael Pachter）认为Take-Two公司可能将游戏推迟到2008年以稳住其财务业绩，并避免与其它备受瞩目的游戏（如《光晕3》）竞争。对此Rockstar回应说，游戏仍将在“十月下旬”发布。2007年8月2日，Take-Two公司宣布游戏跳票，并会延迟公司的第二个财政季度（2008年2月至4月）在与投资者们的电话会议上，Take-Two公司的的斯特劳斯·泽尔尼克（Strauss Zelnick）归咎于延迟是“几乎严重的技术问题……不用担心，但要考虑挑战。”据透露，随着在PlayStation 3版本的某些游戏技术难题以及Xbox 360版本上的存储问题促使了这次延迟。2008年1月24日，Take-Two公司宣布，游戏将在2008年4月29日发布。随着发布日期的临近，Rockstar Games及其母公司Take-Two开始花巨资，通过各种形式，包括电视广告，网络视频，广告牌，病毒式营销以及重新设计的网站来宣传即将到来的《侠盗猎车手IV》。还发布了两个在PlayStation 3平台和Xbox 360平台的游戏特别版。2008年4月18日，在Take-Two公司的一次股东大会上，首席执行官本·费德（Ben Feder）宣布，《侠盗猎车手IV》已经“制作完成（gone gold）”、“已经生产并运输到零售商手里了（in production and in trucks en route to retailers）”。游戏最终于欧洲，北美洲和大洋洲2008年4月29日，日本2008年10月30日在PlayStation3和Xbox360平台上发布了，总体而言，《侠盗猎车手IV》的开发人员将近1000人，并花费超过三年半的时间完工，估计总成本约1亿美元，使得它在当时成为有史以来开发的最昂贵的电子游戏。

PC版本的《侠盗猎车手IV》新增重播编辑器（Replay Editor）。The Clips 接口用于捕捉游戏画面。

2008年6月8日，Rockstar North及Rockstar Toronto宣布制作发售《侠盗猎车手IV》的Windows版本。游戏最初公布于将于北美2008年11月18日，欧洲2008年11月21日发布，但后来都被分别被推迟到2008年12月2日与3日。此版本包括主机板没有的扩展功能，包括交通密度控制，配置绘制距离和重播编辑器（Replay Editor）。重播编辑器让玩家录制和编辑的游戏视频剪辑，上传至Rockstar Games Social Club网站。通过Games for Windows-Live进行在线播放。Windows版本也支持多达32名玩家同时在线的多人模式。光碟被SecuROM保护，只有通过在线激活才能正常运行游戏。该游戏于2009年1月4日在Steam上线。

## 评价

### 家用机版本
| 汇总媒体     | 得分   |
| ------------ | ------ |
| GameRankings | 97%    |
| Metacritic   | 98/100 |

| 媒体           | 得分   |
| -------------- | ------ |
| 1UP.com        | A+     |
| 电脑与电子游戏 | 9.5/10 |
| Edge           | 10/10  |
| Eurogamer      | 10/10  |
| Game Informer  | 10/10  |
| GamesRadar+    | [ 89 ] |
| GameSpot       | 10/10  |
| IGN            | 10/10  |

自2006年5月公布后，《侠盗猎车手IV》备受期待，并在发售后普遍获得好评。Metacritic计算的平均得分为98/100，根据PlayStation 3版本的的64条评论与Xbox 360版本的86条评论，总结为“普遍好评（universal acclaim）”是Metacritic评分第二高的游戏。 GameRankings根据PlayStation 3版本的60条评价与Xbox 360版本的86条评价给予该游戏97％的平均得分。这也是被GameRankings评分最高的游戏之一。 评论家们喜欢游戏的剧情，开放世界的设定与战斗系统。IGN的希拉里·戈尔茨坦（Hilary Goldstein）认为该作“树立了开放世界游戏的新标杆（sets a new benchmark for open-world games）”。Game Informer的安德鲁·莱纳（Andrew Reiner）称声称该作“彻底改变了电子游戏的面貌（completely changes the landscape of gaming）”。
评论家称赞开放世界的设计，并进一步称赞了玩家的自由性。《纽约时报》的赛斯·西塞（Seth Schiesel）认为其为以城市命名的游戏中“真正的明星（real star）”官方Xbox杂志的乔恩·希克斯（Jon Hicks）表示游戏中的城市给他留下深刻的印象（impressed by the city），这归结于游戏的AI。《电脑与电子游戏》的安迪·鲁滨逊（Andy Robinson）则称赞游戏环境的真实性，并称其为“完全无法比拟的（utterly unmatched）”。IGN的戈尔茨坦（Goldstein）表示，虽然自由城基于真实世界的纽约市而开发，但前者与后者并不属于包含关系。他写道：该市“存在于它自己的宇宙是理所当然的（exists in its own universe and rightfully so）”。1UP.com的克里斯平·博耶（Crispin Boyer）称赞城市“令人惊叹的景观，令人难以置信的城市外观（breathtaking vistas, incredibly varied scenery, and lived-in look）”。相反地，Game Revolution的杰西·坦蒂诺（Jesse Costantino）则批评该作缺少其它开放世界游戏常见的重要特征。
评论家亦称赞游戏的剧情。IGN的戈尔茨坦承认该作深入的故事，打破了该系列的传统。官方Xbox杂志的乔恩·希克斯则对有深度故事的数目感到惊讶。Game Informer的莱纳写道：自由地在游戏的难度中中享受故事。而面对玩家在剧情中的道德抉择系统也受到欢迎。1UP.com的博耶表示游戏设计者给了玩家"重复可玩性（replayability）"。Eurogamer的汤姆·布拉姆韦尔（Tom Bramwell）认为道德抉择系统公平并代替了"最终大团圆结局（bosses with large health bars）"。
游戏中的人物—特别是主角尼克（Niko）—收到了大量正面的评论。官方Xbox杂志的希克斯与《电脑与电子游戏》的安迪·鲁滨逊都称尼克“有魅力（charismatic）”、“有人缘（likeable）”，这与本作系列之前的主角们类似。GamesRadar的乔治·沃尔特（George Walter）称赞人物的深度，IGN的戈尔茨坦认为当主角尼克遇到困难的决定时对应角色感觉听上去都一样。Giant Bomb的杰夫·杰斯特曼（Jeff Gerstmann）通过剧情的进展认为尼克“只关心‘他’自己事的人（the only thing that mattered to [him]）”，主角的性格亦是他最喜欢的这款游戏的特色之一。纽约时报的西塞表示这归结于游戏的剧本让尼克成为最真实的电子游戏人物之一，而1UP.com的博耶称赞游戏角色也符合本作的任务。
许多评论中认为战斗系统比之前作更加敏感，特别称赞新增的掩体系统。Gamespot的贾斯汀·卡尔弗特（Justin Calvert）写道，掩体系统使本作得战斗前作较之前作，是“巨大的进步（huge improvement）”。Game Informer的莱纳则赞同，新的瞄准系统使玩家对所有死亡感到负责。IGN的戈尔茨坦称赞掩体系统的机动性，并认为自动瞄准系统使玩家在混战中有很大的帮助。GamesRadar的沃尔特写道，掩体系统已经“为任务的新花样铺平了道路（paved the way to a new style of mission）”。《帝国杂志》的大卫·麦库姆（David McComb）称其为战斗的“尖锐与本能（sharp and instinctive）”，官方Xbox杂志的希克斯则称掩体系统可使玩家更好地制定进攻计划。除了战斗系统，多数评论者指出，该作的车辆的操控性相比前作更加逼真。《电脑与电子游戏》的罗宾逊认为车辆的操控已变得更加真实，而官方Xbox杂志的希克斯则认为游戏对车辆的选择“十分优秀（excellent）”。Game Revolution的坦蒂诺称赞物理引擎对游戏中力学的改善，特别体现在车辆碰撞与过场动画中。
评论家也称赞游戏音效的设计。IGN的戈尔茨坦称赞演员出色的表演（动作捕捉）和授权音乐的使用。Gamespot的卡尔弗特和GamesRadar的沃尔特也赞扬授权的音乐，后者亦欣赏电台的幽默。The Pro Audio Files的迈克尔·泊松（Michael Pinson）称赞游戏的音效设计，包括城市的喧嚣、授权音乐、人物对话，以及车辆和武器的音效，并称赞开发人员的团结合作性。GamesRadar的卡罗琳·古德蒙德（Carolyn Gudmundson）称赞了游戏的配乐符合游戏的背景设定。
游戏的多人在线模式，也受到了评论家们的好评。Game Informer的莱纳赞扬了多人模式的角色定制功能，并指出，它与单人游戏的运行“一样顺畅（just as smoothly）”。1UP.com的博耶称本作多人模式“十分优秀（excellent）”，而IGN的戈尔茨坦声称这是本作的最佳选择之一。官方Xbox杂志的希克斯则赞同多人模式为“大型娱乐（hugely entertaining）”，而GamesRadar的沃尔特则称赞进入多人模式的“无缝对接（seamless）”过程。但Giant Bomb的杰斯特曼与Game Revolution的坦蒂诺对多人模式的看法与众人不同，后者先称赞多人模式是一个“奇妙的想法（fantastic idea）”，但感觉时常有连接中断问题。

### PC 版本
| 汇总媒体     | 得分   |
| ------------ | ------ |
| GameRankings | 88%    |
| Metacritic   | 90/100 |

| 媒体           | 得分    |
| -------------- | ------- |
| 1UP.com        | B       |
| 电脑与电子游戏 | 9.4/10  |
| Eurogamer      | 9/10    |
| GameSpot       | 9/10    |
| GameSpy        | [ 106 ] |
| IGN            | 9.2/10  |
| VideoGamer.com | 10/10   |

当《侠盗猎车手IV》于2008年12月发布Microsoft Windows版本时，得到了如潮好评。Metacritic计算的平均得分为90/100，根据40条评论总结为“普遍好评（universal acclaim）”。GameRankings据40条评论给予88％的平均得分。评论家称赞游戏增强的视觉效果及画面，并批评家用机版本此方面的不足。
游戏中一些新功能，如新增的视频编辑器也得到了好评，Gamespot的卡尔弗特（Calvert）称它是“一个伟大的创作方式（a great way to get creative）”，然而Eurogamer的基隆·吉伦（Kieron Gillen ）却指出编辑器不能预测时间，评论家也赞扬了游戏的自定义电台，可以让玩家听自己选择的音乐；1UP.com的汤姆·奇克（Tom Chick）称这是此平台最好的功能，GameZone的史蒂芬·霍珀（Steven Hopper）声称“触动很大（great touch）”平台的升级使多人联机模式相对于家用机版的16名玩家翻了一倍（32名玩家），也遇到了正反馈；Eurogamer的吉伦说，“可能会有点儿混乱...（possibility for mayhem... increases）”，而GameSpy的威尔·塔特尔（Will Tuttle）认为丰富了玩家的“应变能力”。
此平台的增强视觉效果被许多评论家赞扬。电脑与电子游戏杂志的安迪·鲁宾逊（Andy Robinson）称视觉效果“令人印象深刻”，而VideoGamer.com的汤姆·奥利称之“精湛（superb）”。相反，该游戏的系统配置要求，有人认为难以开启高级视觉设置运行，因而备受批评。Eurogamer的吉伦说，尽管Windows版本是“最吸引人的版本（the most attractive version）”，然而这样高的配置要求“令人望而却步（annoyingly fiddly to get there）”。GameSpy的塔特尔表示，可以忽视换取游戏中其他功能的苛刻的系统要求。

## 销售
在最初的24小时内，《侠盗猎车手IV》便售出了360万套，获得了大约3.1亿美元的收入。一周之内，它在全球范围内产生的收入超过5亿美元，等同于为Take Two售出约600万套。销售的数额甚至超过了预期。一个月后，游戏已经售出超过850万套了。它于2008年5月13日立下了三项吉尼斯世界纪录：24小时内销售额最高的电子游戏，24小时内销售额最高的娱乐产品，24小时内最畅销的电子游戏，之後这三项纪录皆被《侠盗猎车手V》所打破。2011年3月11日，Take-Two公司宣布，游戏已经售出超过2000万套，當時整个侠盗猎车手系列加總已卖出一亿套。截至2013年7月，游戏已经售出超过2500万套。其系列作中首位的销售量直到后继者《侠盗猎车手V》发布后才被打破。
在英国，本作成为了有史以来销售最快的游戏，24小时内销售超过631000套。打破了同一时期《侠盗猎车手：圣安地列斯》（501,000套）的记录。发售五天后，游戏便在英国有927,000套的销量。而在同一时期的美国，已经销售了285万套了。2008年底，在美国便销售了518万套了。日本Media Create报道，游戏发售前5天，在日本PlayStation 3与Xbox 360上便分别卖出了133000套与34000套。

### 特別版
官方在2007年5月21日宣佈將推出「俠盜獵車手IV特別版」（Grand Theft Auto IV Special Edition），這個特別版將會被放在一個金屬保險箱內，並會包含：
- 一個用於該金屬保險箱的鎖匙和鎖匙扣
- 一個限量版Rockstar旅行袋
- 一個包含從未公開的美術作品的「Grand Theft Auto IV Art Book」
- 遊戲原聲CD（只在此特別版發售）
- 一個特別包裝的PS3或Xbox 360遊戲光碟

在美國的零售價是$89.00美金，而在澳洲的零售價是$149.95澳幣。

## 资料片
《侠盗猎车手IV》的两款资料片也先后发布。这两款资料片在Xbox Live是作为追加下载内容（Downloadable Content，DLC）发布的，要求先装有原版游戏。后来它们捆绑为一个独立的游戏——《侠盗猎车手：自由城之章》在PC平台上发布，便不需要以原版游戏基础来安装了。丹·豪瑟（Dan Houser）表示资料片展示了“自由城的另一面（a different side of Liberty City）”。
第一款资料片为《侠盗猎车手：失落与诅咒》，发布于2009年2月17日，主角为强尼·克雷比兹（Johnny Klebitz），自由城飞车党“失落”（The Lost）的一员。第二款资料片为《侠盗猎车手：夜生活之曲》，发布于2009年10月29日，主角为路易斯·费尔南多·洛佩斯（Luis Fernando Lopez），夜总会老板托尼·普林斯（Tony Prince，绰号「基佬托尼（Gay Tony）」）的助理，并跟随他帮助解决帮派、朋友、家族的冲突。
Rockstar Games的产品开发副总裁杰罗尼莫·巴雷拉（Jeronimo Barrera）说道，资料片只是个实验，因为不能确定有足够多的玩家去访问XBOX360上的在线内容。Take-Two Interactive的首席财务官莱尼·戈尔茨坦（Lainie Goldstein）透露，微软已投资五千万美元给了这两款资料片。2010年1月，Rockstar宣布，DLC及自由城之章将于北美2010年4月13日、欧洲2010年4月16日，在PlayStation3和微软Windows平台上发布。
这两款资料片最终以《侠盗猎车手IV：最终版》（Grand Theft Auto IV: The Complete Edition）为名于预期发布了，包括原版《侠盗猎车IV》及它的两款资料片，陈列于在线商店上。据Rockstar的证实，XBOX360的版本发布日期为北美2010年10月26日、欧洲10月29日。

## 争议

### 發售前

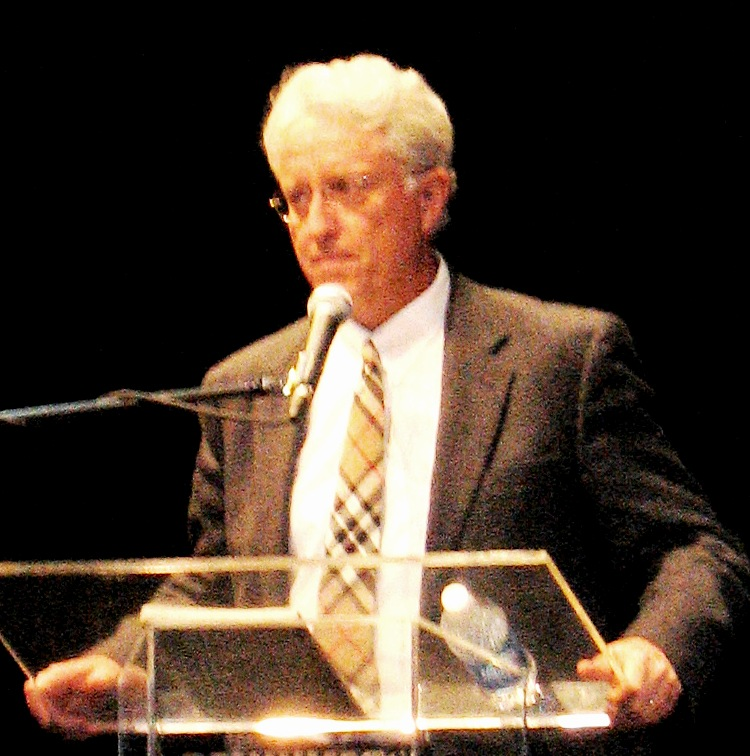
前律师杰克·汤普森以反对Rockstar Games发行的游戏而知名，他在《侠盗猎车手IV》发行前痛批该游戏。

2007年，曾反对Rockstar其他游戏的佛罗里达律师杰克·汤普森表示他会采取措施，防止《侠盗猎车手IV》向未成年人出售。3月14日，Rockstar的母公司Take-Two Interactive先发制人向汤普森提起诉讼，称他企图妨害Rockstar的游戏。游戏被有效地禁售，Take-Two认为这违反了第一修正案的权利。汤普森提交了反诉案，指责Take-Two违反联邦《反有组织犯罪及腐化组织法》，犯有作伪证，妨碍司法，并与第三方共谋剥夺他的公民权利的罪行。
双方于2007年4月20日达成和解，同意放弃各自的诉讼。根据和解条件，汤普森被禁止起诉Take-Two或其子公司出售或分发的游戏。他只能通过Take-Two的律师就未来事务进行沟通，但能够保持反对他们游戏的立场，并可以在第三方对Take-Two提起诉讼时担任律师。相应的，Take-Two同意在Rockstar游戏《恶霸鲁尼》的法庭听证会上放弃对汤普森因涉嫌不当行为提出的藐视法庭的诉讼。
汤普森于2007年9月18日向佛罗里达州联邦法院提交了一份文件，声称《侠盗猎车手IV》中一个任务的暗杀目标是基于他自己的律师人物。当玩家进入办公室并挥舞武器时，律师喊道“枪不会杀人，电子游戏才会！”（Guns don't kill people, video games do!），这句话经常被认为出自汤普森之口。汤普森威胁道，如果相似之处没有被删除，他将“采取必要和适当的手段停止游戏发行”。相似之处并未移除，汤普森也没有进一步行动。2008年4月25日，《地铁》报道汤普森写信给Take-Two Interactive的主管施特劳斯·泽尔尼克（Strauss Zelnick）的母亲。信中强烈批评了游戏和泽尔尼克的成长经历，将《侠盗猎车手》称为“谋杀模拟器”。汤普森后来声称，他把信寄给了泽尔尼克的律师，意图引起泽尔尼克的“羞耻”感。
在游戏首个预告片发布后，纽约市官员对选择纽约作为游戏设定的灵感感到震惊，指出《侠盗猎车手》这样的游戏不能准确地代表城市的犯罪水平。纽约市长迈克尔·布隆伯格发言人说，布隆伯格“不支持任何以伤害或杀死警察而获取积分的电子游戏。”虽然游戏没有积分设定，也不鼓励谋杀警察，但经常向玩家暗示要想毫无困难地推进主线故事，警察必须得死。国际游戏开发者协会执行董事杰森·德拉·罗卡（Jason Della Rocca）指责纽约官员采用双重标准，批评描绘纽约的电子游戏，而不管书籍、电影和电视节目等其他娱乐方式的争论。

### 發售後

游戏中玩家在醉酒状态走路或驾驶时会出现视觉不稳定与模糊的效果。这一游戏功能引发了争议，有组织请求更改游戏评级。

2008年4月，非营利组织反酒驾母亲联盟（MADD）批評遊戲中的醉酒駕駛行為，MADD要求娱乐软件分级委员会将游戏评级从成熟（17+）改为仅限成人（18+），把游戏从零售库存移走。。Rockstar后来向美联社发表声明：「我们非常尊重MADD的使命，但我们认为以《侠盗猎车手IV》成年玩家的经验足以了解游戏内容」。
2008年5月，美国电台主持人、保守主义者格林·贝克在他的节目上以《侠盗猎车手IV》为例，表示電子遊戲將「我們的小孩訓練成殺手」，玩家在遊戲中可以使用電鋸攻擊警察。Kombo的評論員大衛·奧克斯弗德則反駁遊戲的受眾並不是小孩。贝克還批評《侠盗猎车手IV》讓军方更為暴力。Destructoid的吉米·斯特林反駁暴力在電子遊戲發明之前已經存在。
2008年6月27日，6名青少年在纽约新海德公园进行犯罪活动后被捕。这些少年抢劫了一个男人，敲掉他的牙齿，还企图劫持汽车，并用短棍砸了一辆路过的货车。根据拿骚县警察的说法，少年声称他们受到《侠盗猎车手IV》的启发。2008年8月4日，BBC Newsbeat报道一名18岁的学生因企图劫持出租车并谋杀司机在泰国曼谷被捕。一名曼谷警察队长表示学生“想知道现实生活中是否能像游戏那样轻松抢到出租车”。《侠盗猎车手IV》随后被泰国封杀。2013年8月24日，天空新闻报道一名90岁的女子在美国路易斯安那州斯洛特被杀，當時一名8岁男孩在玩完《侠盗猎车手IV》后抓起一把手枪射向她的头部。

## 注脚

## 外部連結
- 遊戲官方網站 （页面存档备份，存于）（英文）
- Grand Theft Auto IV （页面存档备份，存于）在Grand Theft Wiki的主頁（英文）